# سوپرمارین سی اوتر
سوپرمارین سی اوتر (به انگلیسی: Supermarine_Sea_Otter) یک هواگرد ملخ‌پیشین تک‌موتوره از نوع Amphibian ساخت شرکت Supermarine است. هواگرد سوپرمارین سی اوتر نخستین پروازش را در ۲۳ سپتامبر ۱۹۳۸ میلادی انجام داد. در مجموع، تعداد ۲۹۲ فروند از این هواگرد ساخته شده‌است.